# Dżetim
Dżetim (kirg.: Жетим кырка тоосу, Dżetim kyrka toosu; ros.: хребет Джетим, chriebiet Dżetim) – pasmo górskie w Tienszanie, w Kirgistanie. Rozciąga się na południe od Terskej Ałatoo, na długości ok. 120 km. Najwyższy szczyt osiąga 4931 m n.p.m. Wzdłuż południowych podnóży biegnie rzeka Naryn. Zbocza porośnięte roślinnością stepową i łąkową. W części wschodniej pasma występują lodowce górskie.